# Победници европских првенстава у атлетици у дворани — скок увис
Освајачи медаља на европским првенствима у атлетици у дворани у дисциплини скок увис у мушкој конкуренцији, која је на програму од првог Европског првенства у Бечу 1970, приказани су у следећој табели са постигнутим резултатима, рекордима и билансом освојених медаља по земљама и појединачно у овој дисциплини. Резултати су приказни у метрима.
Најуспешнији појединац после 37 европских првенстава је Дитмар Мегенбург из Западне Немачке са 8 освојених медаља од којих је 5 златних и 1 сребрна и 2 бронзане. Код земаља најспешнија је Шведска са укупно 10 медаља од којих је 7 златних, 2 сребрне и 1 бронзана.
Рекорд европских првенстава у дворани држи Стефан Холм из Шведске са 2,40 метара који је поставио на 27. Европском првенству у Мадриду 6. марта 2005.

## Освајачи медаља у скоку увис на европскиим првенствима у дворани
| Европско првенство         |                                   | Резултат |                                                    | Резултат  |                                                                   | Резултат |
| Беч 1970 детаљи            | Валентин Гаврилов Совјетски Савез | 2,20 РЕП | Герд Диркоп Источна Немачка                        | 2,17      | Шербан Јоан Румунија                                              | 2,17     |
| Софија 1971 детаљи         | Иштван Мајор Мађарска             | 2,17     | Јири Тармак Совјетски Савез                        | 2,17      | Ендре Келемен Мађарска                                            | 2,17     |
| Гренобл 1972 детаљи        | Иштван Мајор Мађарска             | 2,24 РЕП | Кестутис Шапка Совјетски Савез                     | 2,22      | Јири Тармак Совјетски Савез                                       | 2,22     |
| Ротердам 1973 детаљи       | Иштван Мајор Мађарска             | 2,20     | Јиржи Палковски Чехословачка                       | 2,20      | Василиос Пападимитрију Грчка                                      | 2,17     |
| Гетеборг 1974 детаљи       | Кестутис Шапка Совјетски Савез    | 2,22     | Иштван Мајор Мађарска                              | 2,20      | Владимир Мали Чехословачка                                        | 2,17     |
| Катовице 1975 детаљи       | Владимир Мали Чехословачка        | 2,21     | Ендре Келемен Мађарска                             | 2,19      | Руне Алмен Шведска                                                | 2,19     |
| Минхен 1976 детаљи         | Сергеј Сењуков Совјетски Савез    | 2,22     | Жак Алети · Француска                              | 2,19      | Валтер Болер Западна Немачка                                      | 2,19     |
| Сан Себастијан 1977 детаљи | Јацек Вшола · Пољска              | 2,25 РЕП | Ролф Бајлшмит Источна Немачка                      | 2,22      | Руд Виларт · Холандија                                            | 2,22     |
| Милано 1978 детаљи         | Владимир Јашенко Совјетски Савез  | 2,35 РЕП | Ролф Бајлшмит Источна Немачка                      | 2,29      | Волфганд Килинг Западна Немачка                                   | 2,27     |
| Беч 1979 детаљи            | Владимир Јашенко Совјетски Савез  | 2,26     | Генадиј Белков Совјетски Савез                     | 2,26      | Андре Шнајдер Западна Немачка                                     | 2,24     |
| Зинделфинген 1980 детаљи   | Дитмар Мегенбург Западна Немачка  | 2,31     | Јацек Вшола Пољска                                 | 2,29      | Адријан Протеаса · Румунија                                       | 2,29     |
| Гренобл 1981 детаљи        | Роланд Далхојзер · Швајцарска     | 2,28     | Карло Тренхард Западна Немачка                     | 2,25      | Дитмар Мегенбург Западна Немачка                                  | 2,25     |
| Милано 1982 детаљи         | Дитмар Мегенбург Западна Немачка  | 2,34     | Јануш Тчепизур Пољска                              | 2,32      | Роланд Далхојзер · Швајцарска                                     | 2,32     |
| Будимпешта 1983 детаљи     | Карло Тренхард Западна Немачка    | 2,32     | Герд Нагел Западна Немачка                         | 2,30      | Мирослав Влодарчук Пољска                                         | 2,27     |
| Гетеборг 1984 детаљи       | Дитмар Мегенбург Западна Немачка  | 2,33     | Карло Тренхард Западна Немачка                     | 2,30      | Роланд Далхојзер · Швајцарска                                     | 2,30     |
| Пиреј 1985 детаљи          | Патрик Шеберг Шведска             | 2,35     | Александр Котович Совјетски Савез                  | 2,30      | Даријуш Бичицко Пољска                                            | 2,30     |
| Мадрид 1986 детаљи         | Дитмар Мегенбург Западна Немачка  | 2,34     | Карло Тренхард Западна Немачка                     | 2,31      | Еди Анис · Белгија · Џеф Парсонс · Велика Британија               | 2,28     |
| Лијевен 1987 детаљи        | Патрик Шеберг Шведска             | 2,38 РЕП | Карло Тренхард · Западна Немачка                   | 2,36      | Генадиј Авдјенко Совјетски Савез                                  | 2,36     |
| Будимпешта 1988 детаљи     | Патрик Шеберг Шведска             | 2,39     | Дитмар Мегенбург Западна Немачка                   | 2,37      | Сорин Матеј · Румунија                                            | 2,35     |
| Хаг 1989 детаљи            | Дитмар Мегенбург Западна Немачка  | 2,33     | Далтон Грант · Велика Британија                    | 2,33      | Алексеј Јемелин Совјетски Савез                                   | 2,30     |
| Глазгов 1990 детаљи        | Артур Партика Пољска              | 2,33     | Артуро Ортиз · Шпанија                             | 2,30      | Дитмар Мегенбург · Западна Немачка · Герд Нагел · Западна Немачка | 2,30     |
| Ђенова 1992 детаљи         | Патрик Шеберг Шведска             | 2,38     | Сорин Матеј · Румунија                             | 2,36      | Ралф Сон · Немачка · Драгутин Топић · Југославија                 | 2,29     |
| Париз 1994 детаљи          | Далтон Грант · Велика Британија   | 2,37     | Жан Шарл Жикел · Француска                         | 2,35      | Волф Хендрих Бајер · Немачка                                      | 2,33     |
| Стокхолм 1996 детаљи       | Драгутин Топић · Југославија      | 2,35     | Леонид Пумалаинен · Русија                         | 2,33      | Стајнар Хен · Норвешка                                            | 2,31     |
| Валенсија 1998 детаљи      | Артур Партика Пољска              | 2,31     | Вјачеслав Вороњин Русија                           | 2,31      | Томаш Јанку · Чешка                                               | 2,29     |
| Гент 2000 детаљи           | Вјачеслав Вороњин Русија          | 2,34     | Мартин Бус · Немачка                               | 2,34      | Драгутин Топић · Југославија                                      | 2,34     |
| Беч 2002 детаљи            | Стефан Странд Шведска             | 2,34     | Стефан Холм Шведска                                | 2,30      | Јарослав Рибаков Русија                                           | 2,30     |
| Мадрид 2005 детаљи         | Стефан Холм Шведска               | 2,40     | Јарослав Рибаков Русија                            | 2,38 =НР  | Павел Фоменко Русија                                              | 2,32     |
| Бирмингем 2007 детаљи      | Стефан Холм Шведска               | 2,34     | Линус Терналд Шведска                              | 2,32      | Мартин Бернард · Велика Британија                                 | 2,29     |
| Торино 2009 детаљи         | Иван Ухов Русија                  | 2,32     | Кирјакос Јоану · Кипар · Алексеј Дмитрик · Русија  | 2,29      |                                                                   |          |
| Париз 2011 детаљи          | Иван Ухов · Русија                | 2,38     | Јарослав Баба · Чешка                              | 2,34      | Александар Шустов Русија                                          | 2,34     |
| Гетеборг 2013 детаљи       | Сергеј Мудров Русија              | 2,35     | Алексеј Дмитрик Русија                             | 2,33      | Јарослав Баба · Чешка                                             | 2,31     |
| Праг 2015 детаљи           | Данил Цуплаков · Русија           | 2,31     | Силвано Ћесани · Италија · Адонис Масторас · Грчка | 2,31 2,31 |                                                                   |          |
| Београд 2017 детаљи        | Силвестер Беднарек · Пољска       | 2,32     | Роберт Грабарц · Уједињено Краљевство              | 2,30      | Павел Селиверстов · Белорусија                                    | 2,30     |
| Глазгов 2019 детаљи        | Ђанмарко Тамбери Италија          | 2,32     | Костадинос Баниотис Грчка Андриј Проценко Украјина | 2,26      |                                                                   |          |
| Торуњ 2021 детаљи          | Максим Недaсеков Белорусија       | 2,37     | Ђанмарко Тамбери Италија                           | 2,35      | Томас Кармои Белгија                                              | 2,31     |
| Истанбул 2023 детаљи       | Доув Амелс Холандија              | 2,31     | Андриј Проценко Украјина                           | 2,29      | Томас Кармои Белгија                                              | 2,29     |
| Апелдорн 2025 детаљи       | Олег Дорошчук Украјина            | 2,34     | Јан Штефела · Чешка                                | 2,29      | Матео Сиоли Италија                                               | 2,29     |
| Валенсија 2027             |                                   |          |                                                    |           |                                                                   |          |

## Укупни биланс медаља у скоку увис за мушкарце после 35. Европског првенства у дворани 1970—2025.
|     | Земља                |    |    |    |     |
| --- | -------------------- | -- | -- | -- | --- |
| 1.  | Шведска              | 7  | 2  | 1  | 10  |
| 2.  | Западна Немачка      | 6  | 6  | 7  | 19  |
| 3.  | Русија               | 5  | 5  | 3  | 13  |
| 4.  | Совјетски Савез      | 5  | 4  | 3  | 12  |
| 5.  | Пољска               | 4  | 2  | 2  | 8   |
| 6.  | Мађарска             | 3  | 2  | 1  | 6   |
| 7.  | Уједињено Краљевство | 1  | 2  | 2  | 5   |
| 8.  | Италија              | 1  | 2  | 1  | 4   |
| 9.  | Украјина             | 1  | 2  | 0  | 3   |
| 10. | Чехословачка         | 1  | 1  | 1  | 3   |
| 11. | Швајцарска           | 1  | 0  | 2  | 3   |
| 11. | Југославија          | 1  | 0  | 2  | 3   |
| 13. | Белорусија           | 1  | 0  | 1  | 2   |
| 13. | Холандија            | 1  | 0  | 1  | 2   |
| 15. | Источна Немачка      | 0  | 3  | 0  | 3   |
| 16. | Чешка                | 0  | 2  | 2  | 4   |
| 17. | Грчка                | 0  | 2  | 1  | 3   |
| 18. | Француска            | 0  | 2  | 0  | 2   |
| 19. | Румунија             | 0  | 1  | 3  | 4   |
| 20. | Немачка              | 0  | 1  | 1  | 2   |
| 21. | Кипар                | 0  | 1  | 0  | 1   |
| 21. | Шпанија              | 0  | 1  | 0  | 1   |
| 23. | Белгија              | 0  | 0  | 3  | 3   |
| 24. | Норвешка             | 0  | 0  | 1  | 1   |
|     | Укупно {24}          | 38 | 41 | 38 | 117 |

|     | Атлетичар         | Земља                |   |   |   |   |
| --- | ----------------- | -------------------- | - | - | - | - |
| 1,  | Дитмар Мегенбург  | Западна Немачка      | 5 | 1 | 2 | 8 |
| 2.  | Патрик Шеберг     | Шведска              | 4 | 0 | 0 | 4 |
| 3.  | Иштван Мајор      | Мађарска             | 3 | 1 | 0 | 4 |
| 4,  | Стефан Холм       | Шведска              | 2 | 1 | 0 | 3 |
| 5.  | Артур Партика     | Пољска               | 2 | 0 | 0 | 2 |
| 5.  | Владимир Јашенко  | Совјетски Савез      | 2 | 0 | 0 | 2 |
| 5.  | Иван Ухов         | Совјетски Савез      | 2 | 0 | 0 | 2 |
| 8.  | Карло Тренхард    | Западна Немачка      | 1 | 4 | 0 | 5 |
| 9.  | Ђанмарко Тамбери  | Италија              | 1 | 1 | 0 | 2 |
| 9.  | Кестутис Шапка    | Совјетски Савез      | 1 | 1 | 0 | 2 |
| 9.  | Јацек Вшола       | Пољска               | 1 | 1 | 0 | 2 |
| 9.  | Далтон Грант      | Уједињено Краљевство | 1 | 1 | 0 | 2 |
| 9.  | Вјачеслав Вороњин | Русија               | 1 | 1 | 0 | 2 |
| 14. | Роланд Далхојзер  | Швајцарска           | 1 | 0 | 2 | 3 |
| 14. | Драгутин Топић    | Југославија          | 1 | 0 | 2 | 3 |
| 16. | Владимир Мали     | Чехословачка         | 1 | 0 | 1 | 2 |
| 17. | Ролф Бајлшмит     | Источна Немачка      | 0 | 2 | 0 | 2 |
| 17. | Алексеј Дмитрик   | Русија               | 0 | 2 | 0 | 2 |
| 17. | Андриј Проценко   | Украјина             | 0 | 2 | 0 | 2 |
| 20. | Јарослав Баба     | Чехословачка}        | 0 | 1 | 1 | 2 |
| 20. | Ендре Келемен     | Мађарска             | 0 | 1 | 1 | 2 |
| 20. | Сорин Матеј       | Румунија             | 0 | 1 | 1 | 2 |
| 20. | Јарослав Рибаков  | Русија               | 0 | 1 | 1 | 2 |
| 20. | Јири Тармак       | Совјетски Савез      | 0 | 1 | 1 | 2 |
| 25. | Томас Кармои      | Белгија              | 0 | 0 | 2 | 2 |

## Занимљивости
Закључни са 2018. год
- Најмлађи победник: Дитмар Мегенбург (Западна Немачка) 18 година и 200 дана (1980)
- Најстарији победник: Доув Амелс  (Холандија) 31 година и 170 дана (2023)
- Најмлађи освајач медаље: Дитмар Мегенбург  (Западна Немачка) 18 година и 200 дана (1980)
- Најстарији освајач медаље: Герд Нагел  (Западна Немачка) 32 године  и 133 дана (1990)
- Најмлађи финалиста: Патрик Шеберг (Шведска)  17 година и 28 дана (1982)
- Најстарији Финалиста: Драгутин Топић Србија 37 година и 360 дана (2009)
- Најмлађи учесник: Беат Тенгер (Швајцарска)  16 година и 255 дана (1972)
- Најстарији учесник: Драгутин Топић Србија 37 година и 360 дана (2009)